# Alexandre Fecteau
 (novembre 2019).
Si vous disposez d'ouvrages ou d'articles de référence ou si vous connaissez des sites web de qualité traitant du thème abordé ici, merci de compléter l'article en donnant les références utiles à sa vérifiabilité et en les liant à la section « Notes et références ».
 (novembre 2019).
Alexandre Fecteau est un metteur en scène québécois. 

## Biographie
Alexandre Fecteau est à la fois un metteur en scène et un auteur récipiendaire du prestigieux Prix John-Hirsch 2013 attribué à un jeune metteur en scène dont le travail préfigure des accomplissements majeurs sur le plan de l’excellence et de la vision artistique. En 2019, le Crow's Theatre de Toronto lui remet le prix RBC Rising Star Emerging Director qui récompense le travail exceptionnel d'un jeune metteur en scène.
Avec le collectif Nous sommes ici, dont il assure la direction artistique et général depuis sa fondation, il a créé L’étape, Changing Room, La date puis Le NoShow, présenté plus de 100 fois au Québec, en France et en Suisse, et qui lui a valu les Prix Œuvre de l’année Capitale-Nationale en 2015 et Rayonnement international en 2018, tous deux remis par le Conseil des arts et des lettres du Québec.  Le spectacle est maintenant en voie d’être adapté en anglais et en espagnol.  En 2018, il a présenté avec le collectif, sa cinquième création: Hôtel-Dieu, un triptyque documentaire sur la souffrance, le deuil et les rituels. En 2019, il signe la mise en scène et la dramaturgie de la sixième création du Collectif Nous sommes ici, Entre autres, coproduit avec le Collectif Wolfe.
À titre de metteur en scène invité, il a signé la mise en scène de Rhinocéros de Ionesco et Amadeus de Peter Shaffer au Théâtre du Trident (Prix de la meilleure mise en scène et Meilleure spectacle Québec aux Prix de la Critique de l’AQCT).  Au Théâtre de la Bordée, c’est à lui qu’on a demandé d’actualiser la pièce mythique Les fées ont soif de Denise Boucher, qui n’avait jamais été remontée depuis sa création en 1978 (Meilleur spectacle Québec aux Prix de la critique de l’AQCT), puis À toi pour toujours, ta Marilou de Michel Tremblay en 2017.  De plus il a monté son premier classique, Le timide à la cour de Tirso de Molina, pour le Théâtre Denise-Pelletier et le Théâtre de la Banquette arrière à Montréal.
Abonné à la création in situ, il a participé à deux éditions du spectacle déambulatoire Où tu vas quand tu dors en marchant?…  avant d’être nommé à la coordination artistique de l’événement.  Il a été invité à créer l’événement d’ouverture du Pavillon-Lassonde du Musée National des Beaux-arts du Québec.  Il a aussi fait une première incursion du côté des arts du cirque en assurant la mise en scène de Transit , la deuxième création de la compagnie de cirque contemporain, Flip Fabrique présenté en tournée depuis 2016.

## Mises en scène
- 2010 : L'Étape un document-théâtre multimédia, production du Collectif Nous sommes ici, Théâtre Périscope [1]
- 2011 : Changing Room, un document-théâtre interactif,  production du Collectif Nous sommes ici, Théâtre Périscope [2]
- 2012: La date, production du Collectif Nous sommes ici, Théâtre Premier Acte
- 2013 : Le NoShow un show-must-go-on à tout prix, production du Collectif Nous sommes ici et du Théâtre Du Bunker, Carrefour international de théâtre et Théâtre Périscope
- 2013 : Rhinocéros, d'Eugène Ionesco, au Théâtre du Trident[3]
- 2014 : Les Fées ont soif[4], de Denise Boucher,  production du Théâtre de la Bordée
- 2016: Le timide à la cour, de Tirso de Molina, production du Théâtre de la Banquette arrière et du Théâtre Denise-Pelletier
- 2016: Transit, une production de Flip Fabrique
- 2017: À toi pour toujours ta Marilou, de Michel Tremblay, production du Théâtre de la Bordée
- 2018: Hôtel-Dieu, Triptyque de théâtre documentaire, production du Collectif Nous sommes ici, Théâtre Périscope
- 2018: Amadeus, de Peter Shaffer, Théâtre du Trident
- 2019: Entre autres,  production du Collectif Nous sommes ici et du Collectif Wolfe, Théâtre Périscope
- 2019: Tout inclus, Les productions Porte-Parole, Un et un font mille et Collectif Nous sommes ici, Théâtre La Licorne
- 2019: El NoShow Mexico, production d'El Ingenio Del Caldero et du Collectif Nous sommes ici, Teatro Helénico

## Prix et récompenses
- 2013 : prix John Hirsch du Conseil des arts du Canada
- 2019: prix RBC Rising Star Emerging Director